# Matts Carlgrens professur i företagsekonomi

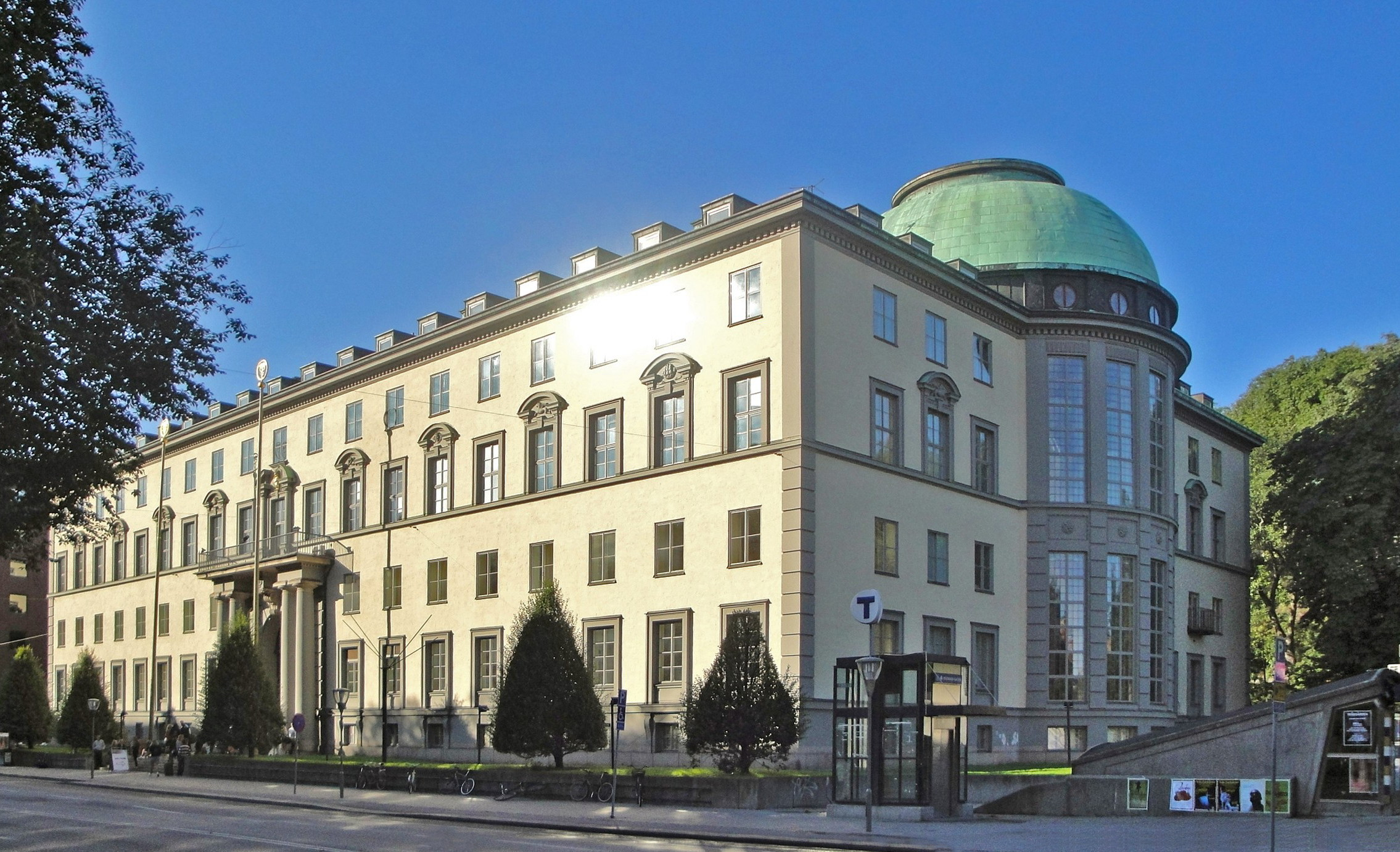
Matts Carlgrens professur i företagsekonomi är en donationsprofessur vid Handelshögskolan i Stockholm

Matts Carlgrens professur i företagsekonomi är en donationsprofessur i företagsekonomi vid Handelshögskolan i Stockholm. Professuren inrättades år 1994 genom en donation från industrimannen Matts Carlgren. Carlgren var styrelseordförande och VD i skogsindustrikoncernen Mo och Domsjö AB, grundade tv-kanalen Nordic Channel (sedermera Kanal 5) och var ledamot i den Internationella Olympiska Kommittén (IOK).
Nuvarande innehavare av professuren är professor Mattia Bianchi vid Handelshögskolan i Stockholm.

## Innehavare
- Sven-Erik Sjöstrand 1994–2023
- Mattia Bianchi 2023–